# Blesme
Blesme est une commune française située dans le département de la Marne en région Grand Est.

## Géographie

### Localisation
Blesme se trouve au sud-est du département de la Marne, en région Grand Est. La commune appartient à la région agricole du Perthois.
La commune de Blesme s'étend sur une superficie de 670 hectares. Sur son territoire, l'altitude varie de 111 à 137 mètres. Le village de Blesme se trouve au sud de la commune, entre la Bruxenelle au nord et le fossé du Vivier au sud. Le territoire communal est notamment marqué par plusieurs voies de chemin de fer : la ligne de Paris-Est à Strasbourg-Ville au nord et la ligne de Blesme - Haussignémont à Chaumont au sud.
Par la route, Blesme se situe à 49 km de Châlons-en-Champagne, préfecture de la Marne, à 35 km de Bar-le-Duc, préfecture de la Meuse, à 24 km de Saint-Dizier, principale ville de la Haute-Marne, à 19 km de Vitry-le-François, sa sous-préfecture de rattachement, et à 14 km de Sermaize-les-Bains, bureau centralisateur du canton de Sermaize-les-Bains dont dépend Blesme depuis 2015. La commune fait en outre partie du bassin de vie de Vitry-le-François.
Blesme est limitrophe de 7 communes :
| Ponthion, Le Buisson | Bignicourt-sur-Saulx | Maurupt-le-Montois |
| Dompremy             | Blesme               |                    |
| Haussignémont        |                      | Scrupt             |

### Hydrographie
La commune est dans la région hydrographique « la Seine de sa source au confluent de l'Oise (exclu) » au sein du bassin Seine-Normandie. Elle est drainée par la Bruxenelle, le canal 02 des Chavis, le Fossé 01 des Pendis, le Fossé 02 du Vivier et le ruisseau du Gohan,.
La Bruxenelle, d'une longueur de 40 km, prend sa source dans la commune de Trois-Fontaines-l'Abbaye et se jette dans la Saulx à Vitry-en-Perthois, après avoir traversé douze communes. 

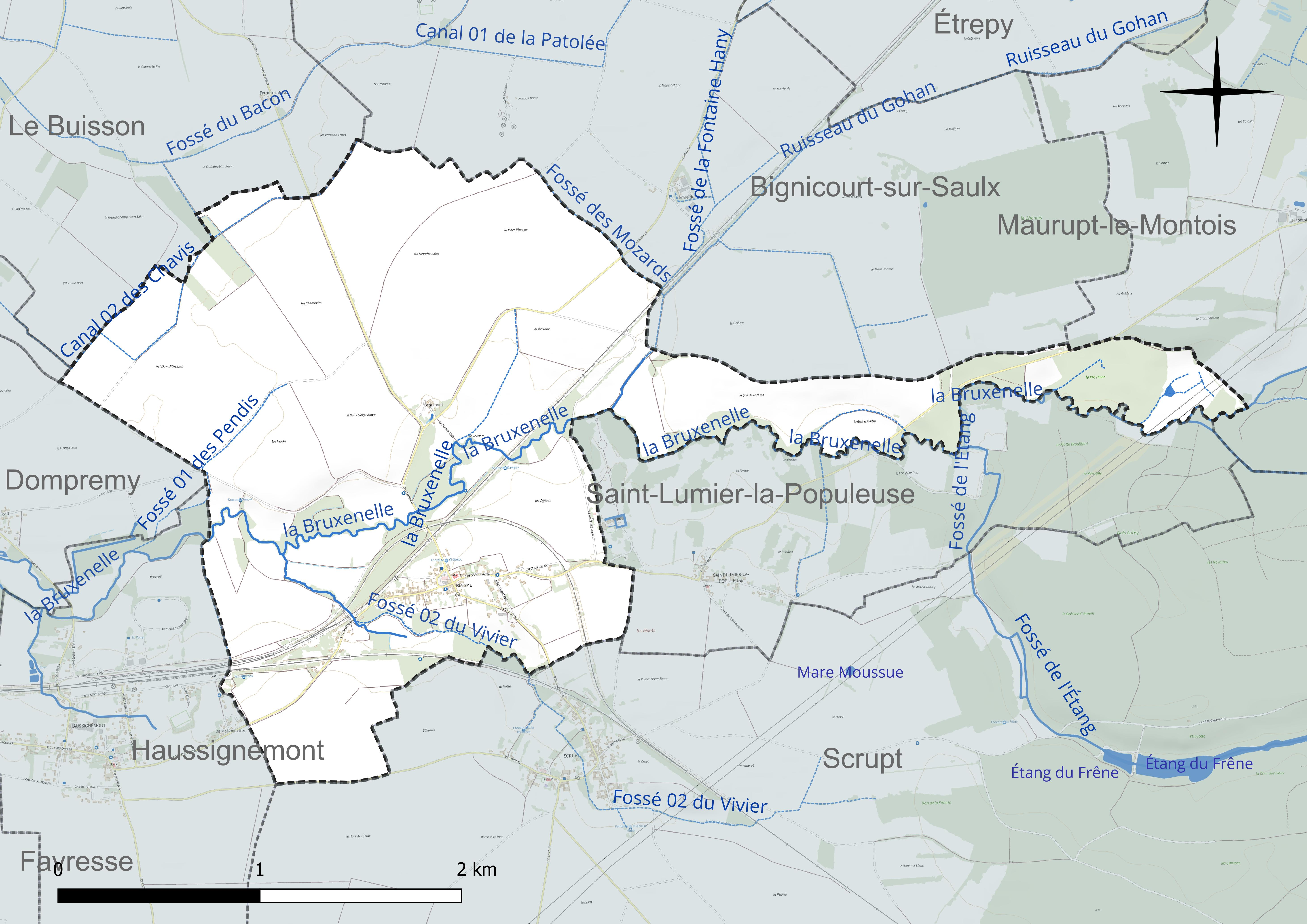
Réseau hydrographique de Blesme.

### Climat
Pour des articles plus généraux, voir Climat du Grand Est et Climat de la Marne.
En 2010, le climat de la commune est de type climat océanique dégradé des plaines du Centre et du Nord, selon une étude du Centre national de la recherche scientifique s'appuyant sur une série de données couvrant la période 1971-2000. En 2020, Météo-France publie une typologie des climats de la France métropolitaine dans laquelle la commune est exposée à un climat océanique altéré et est dans une zone de transition entre les régions climatiques « Nord-est du bassin Parisien » et « Lorraine, plateau de Langres, Morvan ». 
Pour la période 1971-2000, la température annuelle moyenne est de 10,5 °C, avec une amplitude thermique annuelle de 15,9 °C. Le cumul annuel moyen de précipitations est de 830 mm, avec 12,3 jours de précipitations en janvier et 9,1 jours en juillet. Pour la période 1991-2020, la température moyenne annuelle observée sur la station météorologique de Météo-France la plus proche, « Frignicourt », sur la commune de Frignicourt à 14 km à vol d'oiseau, est de 11,5 °C et le cumul annuel moyen de précipitations est de 694,6 mm. 
La température maximale relevée sur cette station est de 41,7 °C, atteinte le 25 juillet 2019 ; la température minimale est de −22 °C, atteinte le 9 janvier 1985,,. 
Les paramètres climatiques de la commune ont été estimés pour le milieu du siècle (2041-2070) selon différents scénarios d'émission de gaz à effet de serre à partir des nouvelles projections climatiques de référence DRIAS-2020. Ils sont consultables sur un site dédié publié par Météo-France en novembre 2022.

## Urbanisme

### Typologie
Au 1er janvier 2024, Blesme est catégorisée commune rurale à habitat dispersé, selon la nouvelle grille communale de densité à sept niveaux définie par l'Insee en 2022.
Elle est située hors unité urbaine. Par ailleurs la commune fait partie de l'aire d'attraction de Vitry-le-François, dont elle est une commune de la couronne,. Cette aire, qui regroupe 73 communes, est catégorisée dans les aires de moins de 50 000 habitants,.

### Occupation des sols
L'occupation des sols de la commune, telle qu'elle ressort de la base de données européenne d’occupation biophysique des sols Corine Land Cover (CLC), est marquée par l'importance des territoires agricoles (94,4 % en 2018), une proportion identique à celle de 1990 (94,4 %). La répartition détaillée en 2018 est la suivante : 
terres arables (70,9 %), zones agricoles hétérogènes (22,7 %), forêts (5,6 %), prairies (0,9 %). L'évolution de l’occupation des sols de la commune et de ses infrastructures peut être observée sur les différentes représentations cartographiques du territoire : la carte de Cassini (XVIIIe siècle), la carte d'état-major (1820-1866) et les cartes ou photos aériennes de l'IGN pour la période actuelle (1950 à aujourd'hui).

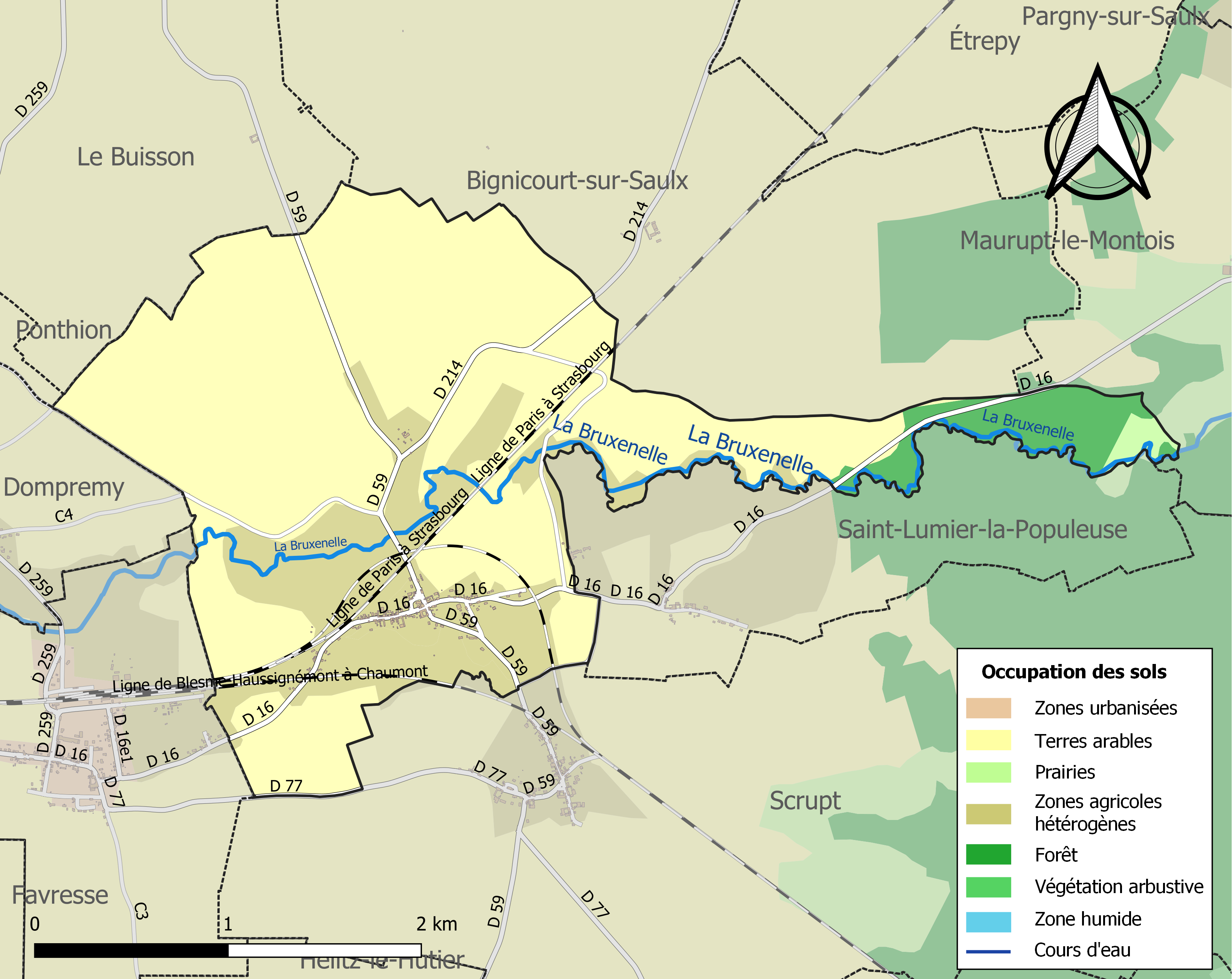
Carte des infrastructures et de l'occupation des sols de la commune en 2018 (CLC).

### Voies de communication et transports

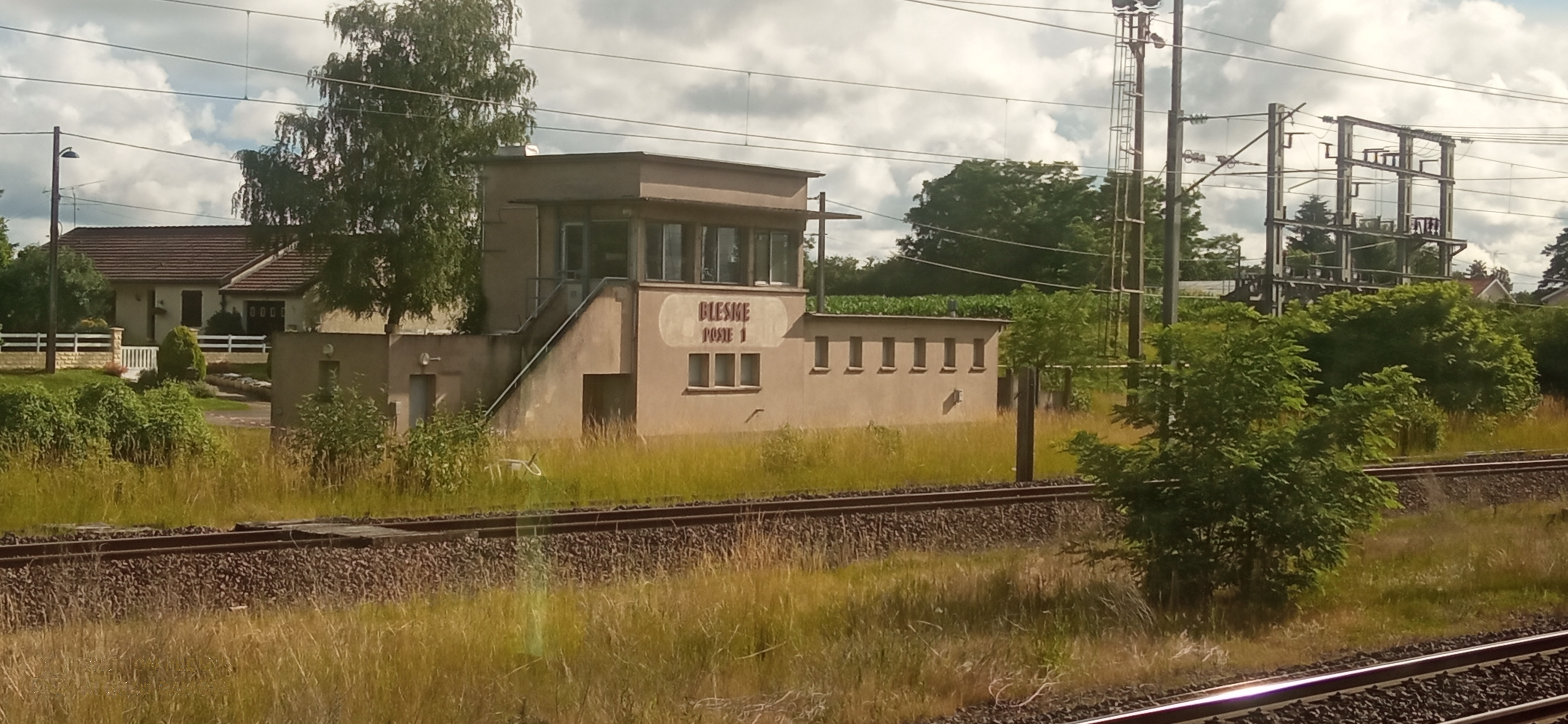
Le poste 1 de Blesme, sur la ligne Paris-Strasbourg.

Blesme est traversée par la route départementale 16, entre Haussignémont à l'ouest et Saint-Lumier-la-Populeuse puis Maurupt-le-Montois à l'est, ainsi que par la route départementale 59, entre Le Buisson au nord et Scrupt au sud. Au nord, la route départementale 214 part en direction de Bignicourt-sur-Saulx et Étrepy.
Les lignes de chemin de fer de Paris à Strasbourg et de Blesme - Haussignémont à Chaumont passent sur son territoire. Blesme était autrefois desservie par la gare de Blesme - Haussignémont, sur le village voisin de Haussignémont, aujourd'hui fermée. Les gares de Vitry-le-François et de Saint-Dizier sont les gares ferroviaires en activité les plus proches. En 2025, la commune est reliée à ces gares par la ligne de bus Fluo Grand Est no 190 entre Vitry-le-François et Saint-Dizier (arrêt à l'église de Blesme),.

## Toponymie
Blesme pourrait provenir de Belisama, déesse du panthéon gaulois, pour laquelle avait été élevé un temple romain, sur les ruines duquel l'église Notre-Dame a été ensuite bâtie à partir du XIIe siècle.
Le nom de la localité est attesté sous les formes : Belesma (1094) ; Belema (1110) ; Belesme (1110-1125) ; Belisma (1148) ; Belesmæ (1147-1151) ; Belesmia (1153-1161) ; Belleismum (1179) ; Belesmum (1181) ; Belismæ (1183) ; Belesmeium (1193) ; Beleesme (vers 1222) ; Belemes (1239) ; Belesmes (vers 1252) ; Balesma (1253) ; Belaume, Bellaume (vers 1274) ; Belaume-sur-Perruiec (vers 1300) ; Blesme, Blaime (1405) ; Blesmes (1458) ; Balesme (1461) ; Boulesmes (1469) ; Blame (1480) ; Bellesme (1634) ; Blelismum, vulgo Bleme (1755).

## Politique et administration

### Intercommunalité
La commune, antérieurement membre de la communauté de communes de Val de Bruxenelle, l'a quittée le 1er janvier 2014 pour rejoindre la communauté de communes Saulx et Bruxenelle, conformément aux prévisions du schéma départemental de coopération intercommunale (SDCI) de la Marne du 15 décembre 2011.

### Liste des maires
| Période                                  | Période                      | Identité        | Étiquette | Qualité                        |
| ---------------------------------------- | ---------------------------- | --------------- | --------- | ------------------------------ |
| Les données manquantes sont à compléter. |                              |                 |           |                                |
| avant 1877                               | après 1879                   | Michel          |           |                                |
| mars 2001                                | mars 2008                    | Marcel Bricout  |           |                                |
| mars 2008                                | En cours (au 4 juillet 2014) | M. Claude Doyen |           | Réélu pour le mandat 2014-2020 |

## Équipements et services publics

### Eau et déchets
Le service public des déchets est assuré par le Syndicat mixte du Sud-Est Marnais (SYMSEM), qui a mis en place une redevance incitative. La collecte des ordures ménagères résiduelles (en bacs noirs pucés ou en sacs rouges prépayés) et des emballages ménagers recyclables (en sacs jaunes) est réalisée en porte à porte. Le SYMSEM adhérant au syndicat de valorisation des ordures ménagères de la Marne (SYVALOM), ces déchets sont amenés en centre de transfert à Sainte-Menehould ou Vitry-en-Perthois, puis valorisés sur le site de La Veuve. La collecte du verre se fait en apport volontaire, avant transformation dans une usine de Reims. Pour les déchets volumineux ou dangereux, le SYMSEM met à disposition de ses habitants une plateforme de déchets verts et gravats, à Saint-Amand-sur-Fion, ainsi que 12 déchèteries, à Arrigny, Courtisols, Givry-en-Argonne, Mairy-sur-Marne, Pargny-sur-Saulx, Pogny, Sainte-Menehould, Thiéblemont-Farémont, Valmy, Vanault-les-Dames, Villers-en-Argonne et Ville-sur-Tourbe.

## Démographie
L'évolution du nombre d'habitants est connue à travers les recensements de la population effectués dans la commune depuis 1793. Pour les communes de moins de 10 000 habitants, une enquête de recensement portant sur toute la population est réalisée tous les cinq ans, les populations de référence des années intermédiaires étant quant à elles estimées par interpolation ou extrapolation. Pour la commune, le premier recensement exhaustif entrant dans le cadre du nouveau dispositif a été réalisé en 2004.

En 2022, la commune comptait 197 habitants, en évolution de −10,45 % par rapport à 2016 (Marne : −1,19 %, France hors Mayotte : +2,11 %).
| 1793 | 1800 | 1806 | 1821 | 1831 | 1836 | 1841 | 1846 | 1851 |
| ---- | ---- | ---- | ---- | ---- | ---- | ---- | ---- | ---- |
| 309  | 271  | 252  | 260  | 217  | 228  | 225  | 248  | 495  |

| 1856 | 1861 | 1866 | 1872 | 1876 | 1881 | 1886 | 1891 | 1896 |
| ---- | ---- | ---- | ---- | ---- | ---- | ---- | ---- | ---- |
| 323  | 322  | 329  | 350  | 401  | 384  | 404  | 418  | 335  |

| 1901 | 1906 | 1911 | 1921 | 1926 | 1931 | 1936 | 1946 | 1954 |
| ---- | ---- | ---- | ---- | ---- | ---- | ---- | ---- | ---- |
| 319  | 289  | 255  | 240  | 287  | 315  | 287  | 263  | 298  |

| 1962 | 1968 | 1975 | 1982 | 1990 | 1999 | 2004 | 2006 | 2009 |
| ---- | ---- | ---- | ---- | ---- | ---- | ---- | ---- | ---- |
| 238  | 249  | 200  | 195  | 192  | 171  | 165  | 166  | 202  |

| 2014 | 2019 | 2022 | - | - | - | - | - | - |
| ---- | ---- | ---- | - | - | - | - | - | - |
| 220  | 202  | 197  | - | - | - | - | - | - |

## Culture locale et patrimoine

### Lieux et monuments
- L'église de l'Assomption de Blesme, datant du XIIe siècle et classée monument historique depuis 1916[36] ;
- Le lavoir.

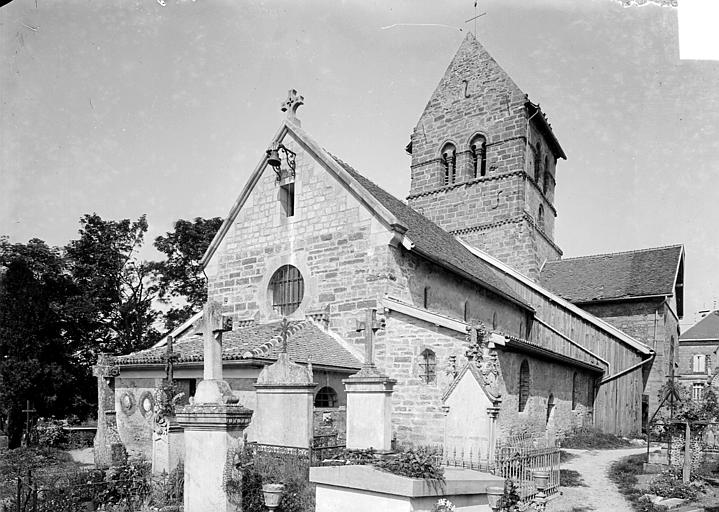
L'église en 1915.
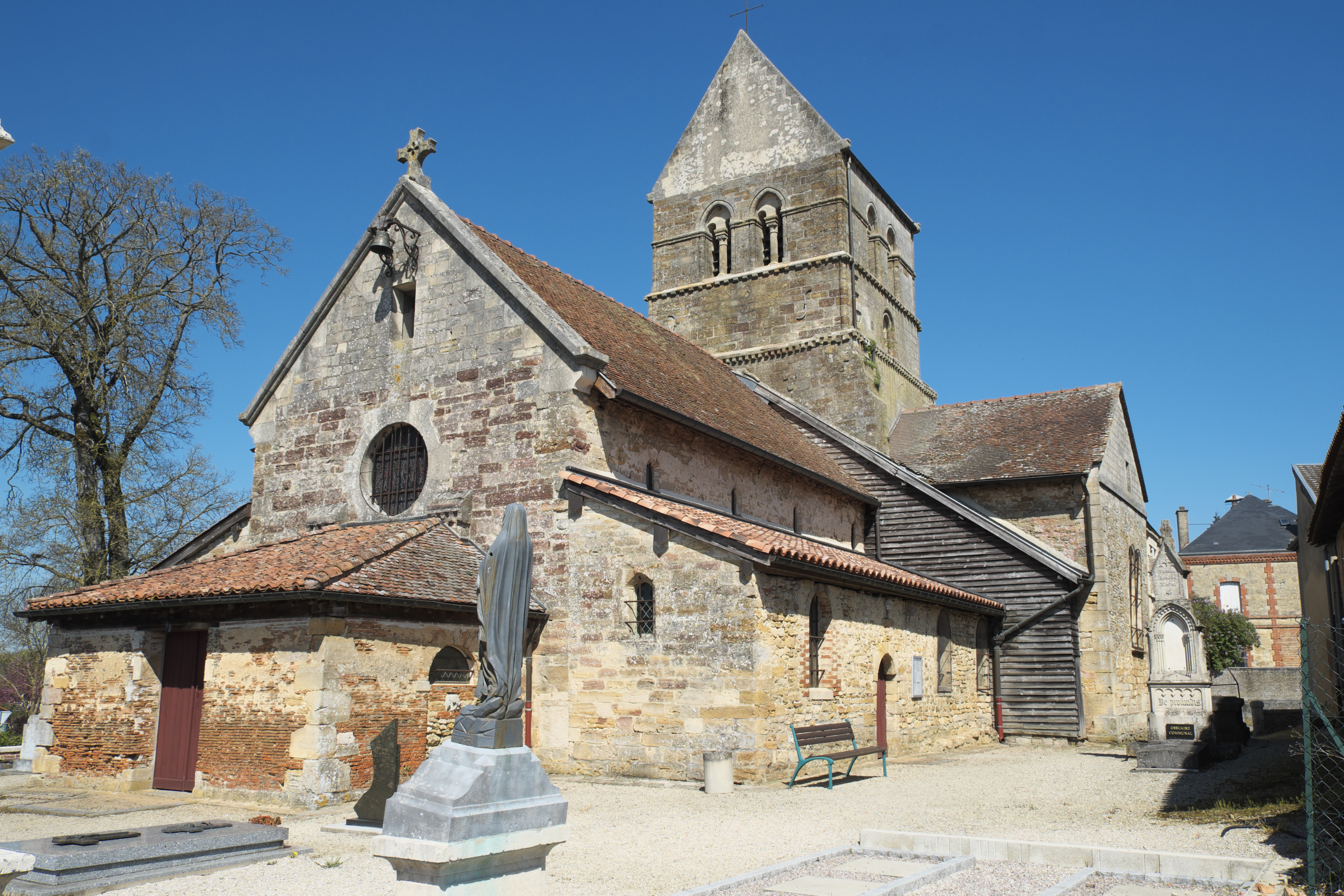
L'église en 2019.
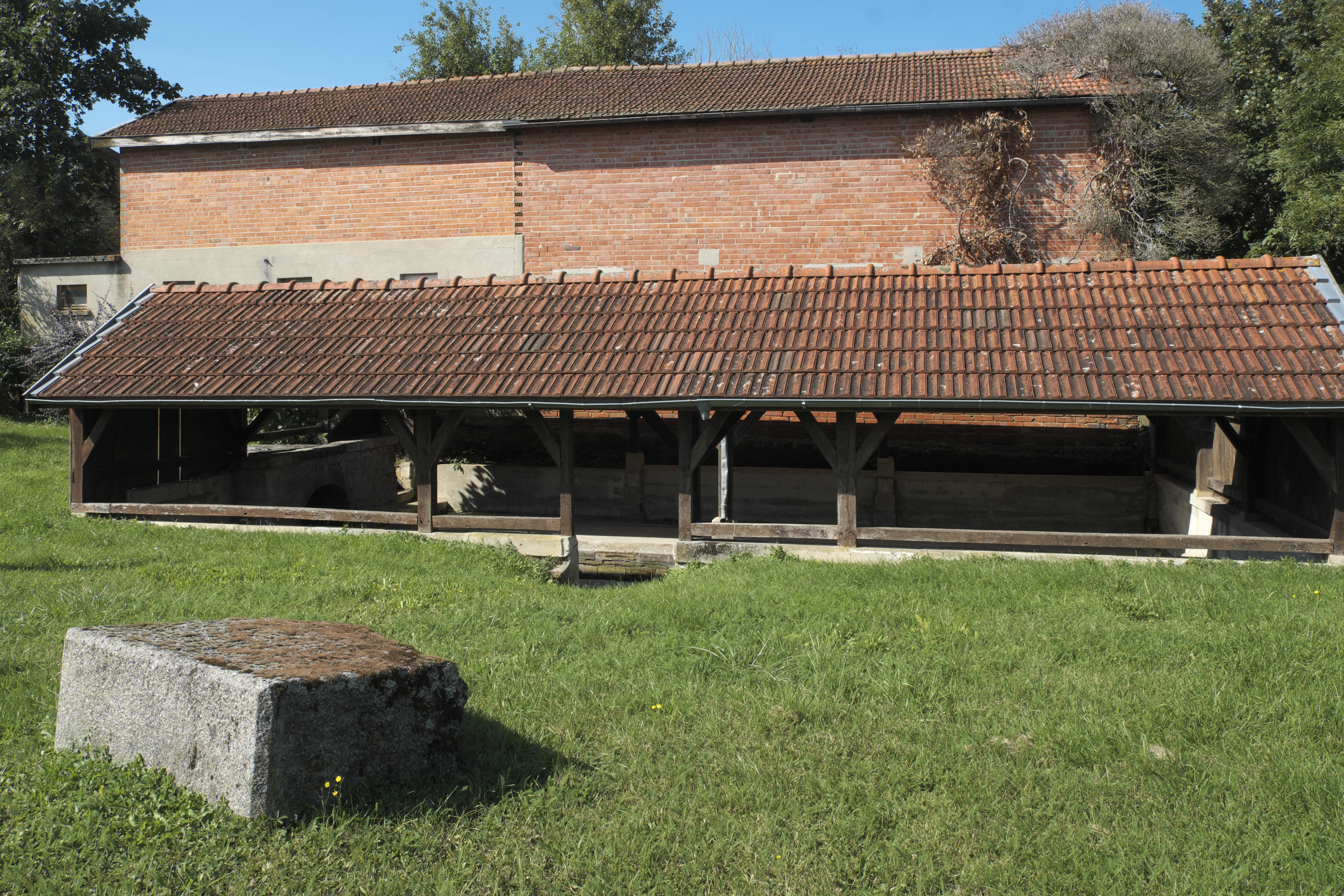
Le lavoir.